# Carsten Borchgrevink
Carsten Egeberg Borchgrevink (1 de diciembre de 1864 – 21 de abril de 1934) fue un explorador polar anglo-noruego y uno de los pioneros de los modernos viajes antárticos. Fue el precursor de Robert Falcon Scott, Ernest Shackleton, Roald Amundsen y otros famosos personajes asociados con la Edad heroica de la exploración de la Antártida. Comenzó su carrera de explorador en 1894 al unirse a una expedición noruega para cazar ballenas, y de la que trajo la primera colección de especímenes de la vida vegetal de la zona antártica.
En 1898-1900 dirigió la Expedición Southern Cross, la primera organizada y financiada por los británicos. En 1899 se convirtió en la primera en invernar en el continente antártico y la primera en visitar la gran Barrera de hielo de Ross desde la expedición de Sir James Ross casi sesenta años antes. Borchgrevink desembarcó en la barrera con dos compañeros e hizo el primer viaje en trineo por su superficie, estableciendo un nuevo récord al alcanzar el punto más al sur hasta ese momento, los 78°50′ S. A su regreso a Inglaterra, a pesar de su serie de "primicias", la expedición fue recibida con cierta frialdad por el público y por la comunidad de geógrafos británicos, cuya atención estaba enfocada a la próxima expedición de Scott, la llamada Expedición Discovery. Los colegas de Borchgrevink fueron críticos con su liderazgo, y consideraron sus relatos de la expedición como meramente periodísticos y poco fiables.
Después de la Expedición Southern Cross, Borchgrevink fue uno de los tres científicos enviados a la región del Mar Caribe, en 1902, por la National Geographic Society, para que informasen sobre las consecuencias del desastre ocasionado por la erupción del Monte Pelée. Posteriormente se instaló en Oslo, llevando una vida alejada de la atención pública. Su trabajo pionero fue honrado y reconocido por varios países, y en 1912 recibió un hermoso homenaje de Roald Amundsen, el conquistador del Polo Sur. En 1930 la Royal Geographical Society británica finalmente reconoció la contribución de Borchgrevink a la exploración polar y le concedió la Patron's Medal. La Sociedad admitió en su citación no se le había hecho justicia por el trabajo que realizó con la Expedición Southern Cross.

## Infancia y años mozos
Carsten Borchgrevink nació en Oslo, hijo de un abogado noruego, Henrik Christian Borchgrevink, y de madre inglesa, Annie, de soltera Ridley. La familia vivió en el distrito de Uranienborg, donde también creció Roald Amundsen. Borchgrevink se educó en el Colegio Gjerstsen de Oslo y más tarde, de 1885 a 1888 en la Real Escuela de Montes en Tharandt, Sajonia, en Alemania.
Según el historiador Roland Huntford, Borchgrevink sentía pasión por la naturaleza y por la aventura, cosas ambas que le llevaron, después de terminar sus estudios de silvicultura, a Australia. Durante cuatro años trabajó con los equipos de agrimensores de los gobiernos de Queensland y Nueva Gales del Sur antes de establecerse en el pequeño pueblo de Bowenfels, donde trabajó como profesor de idiomas y ciencias naturales en la Academia Cooerwull. Su interés por la exploración se despertó leyendo en la prensa sobre los trabajos de los científicos australianos en la primera exploración organizada por el Comité Antártico Australiano. Esta organización, fundada en 1886, estaba investigando el establecimiento de estaciones permanentes de investigación científica en las regiones antárticas. Estos planes no se realizaron, fue el relanzamiento de la actividad ballenera lo que posibilitó a Borchgrevink, en 1894, ser contratado para un viaje a la Antártida en un barco noruego dedicado a la caza de ballenas.

## Viaje a la caza de ballenas
La expedición a la que se unió Borchgrevink fue organizada por Henryk Bull, un hombre de negocios y empresario noruego que, al igual que Borchgrevink, se habían asentado en Australia a fines de 1880. Bull planeó hacer un viaje para cazar focas y ballenas en aguas antárticas. Tras comprobar que su plan no despertaba interés alguno en las sociedades científicas de Melbourne sobre todo por los costos que suponía una empresa de carácter científico – comercial de ese tipo, regresó a Noruega para organizar su expedición allí. Se reunió Svend Foyn, que ya tenía 84 años, "padre de la moderna caza de ballenas" e inventor del cañón arponero. Con la ayuda de Foyn adquirió el ballenero Kap Nor ( "Cabo Norte"), y lo rebautizó como Antarctic. Bull contrató a un capitán con experiencia en la caza de ballenas, Leonard Kristensen, y con la tripulación y un pequeño equipo de científicos partió de Noruega en septiembre de 1893. Cuando Borchgrevink se enteró de que el Antarctic iba a hacer escala en Melbourne en septiembre de 1894, se apresuró hacia aquel puerto con la esperanza de encontrar un puesto vacante. Tuvo suerte ya que William Speirs Bruce, más tarde líder de una expedición escocesa a la Antártida, tenía la intención de unirse a la expedición de Bull como biólogo, pero no pudo llegar al barco antes de que zarpase de Noruega. Esto creó una vacante que supo aprovechar Borchgrevink, que se reunió con Bull en Melbourne y lo convenció para que le llevara como marinero de cubierta y para trabajar a tiempo parcial como científico.

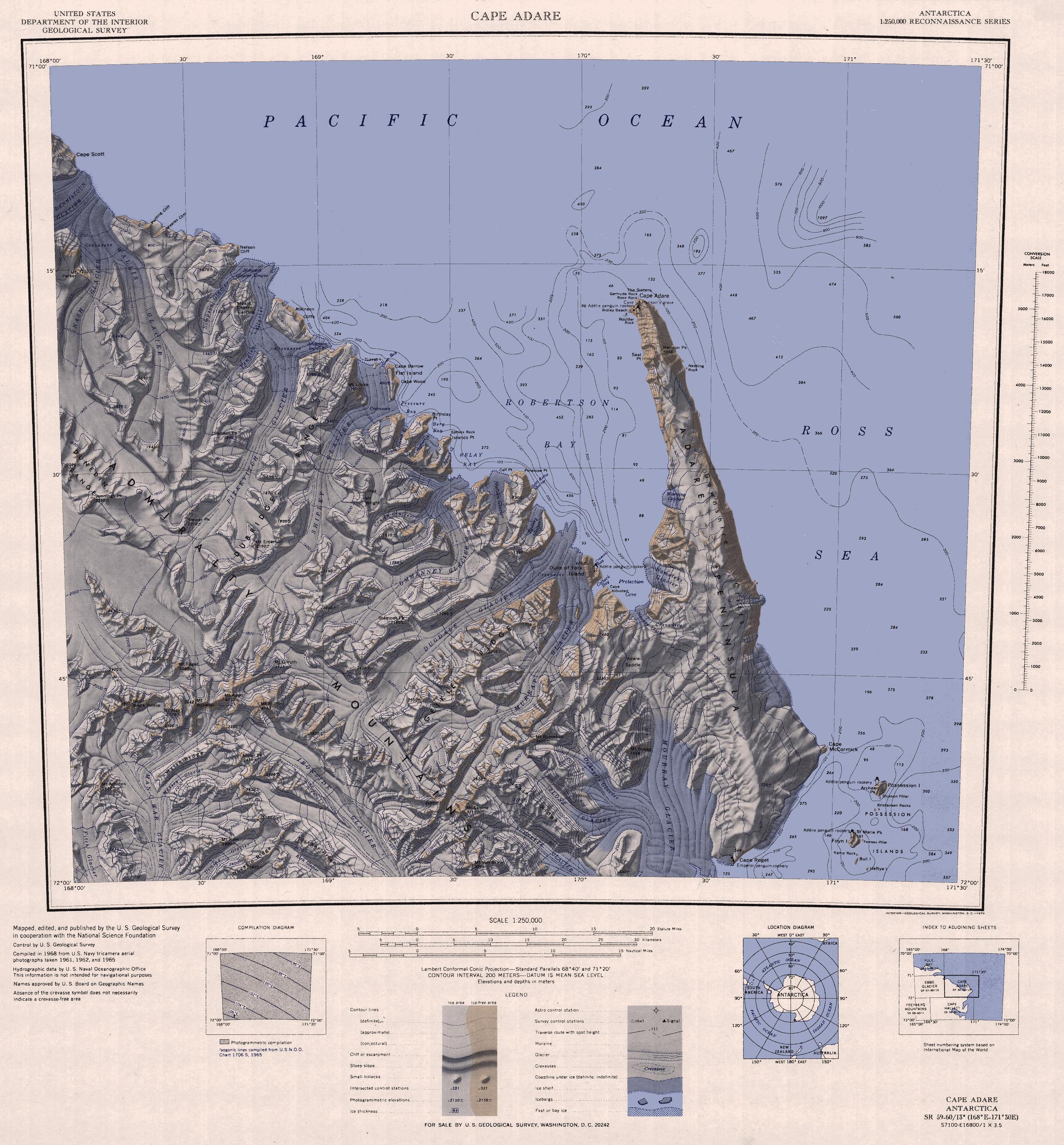
Mapa del cabo Adare, lugar de desembarco del Antarctic.

Durante los meses siguientes, el Antarctic estuvo cazando focas con éxito en las islas subantárticas, pero en cambio no les fue fácil encontrar ballenas. Bull y Kristensen, decidieron navegar más al sur, a zonas donde otros habían informado de la presencia de ballenas en expediciones anteriores. El barco penetró en la banquisa y navegó hacia el mar de Ross, pero las ballenas seguían siendo difíciles de alcanzar. El 17 de enero de 1895 hicieron un desembarco en las islas Possession, donde Sir James Clark Ross había plantado la bandera británica en 1841. Bull y Borchgrevink dejaron allí un mensaje en un bote de lata para probar en el futuro su presencia en la isla. En la isla, Borchgrevink encontró un liquen, la primera planta descubierta al sur del círculo polar antártico. El 24 de enero, el barco llegó a las proximidades del cabo Adare, en el extremo norte de la Tierra de Victoria, en la costa de la Antártida continental. La expedición de Ross de 1841 no fue capaz de desembarcar en esa zona, pero en cambio el Antarctic dado que el mar estaba lo bastante en calma, pudo arriar un bote, de modo que un grupo, en el que estaban Bull, Kristensen, Borchgrevink y otros, se dirigió a una playa de guijarros en el cabo. Determinar quien fue exactamente el primero en pisar tierra se convirtió en un motivo de disputa entre Borchgrevink y Kristensen, que a su vez se disputaban el honor con un joven marinero de 17 años de Nueva Zelanda llamado Alexander von Tunzelmann, quien dijo que había "saltado del bote para sujetarlo". El grupo reivindicó haber realizado el primer desembarco en la Antártida continental, a pesar de que pudo habérseles adelantado el capitán, cazador de ballenas, John Davis, en la Península Antártica en 1821, o por alguien de otras expediciones de caza de ballenas.
Mientras estuvieron en tierra en el cabo Adare, Borchgrevink recogió más muestras de rocas y líquenes, estas muestras vegetales resultaron de gran interés para la comunidad científica que había dudado de la capacidad de la vegetación para sobrevivir tan al sur. Asimismo, hizo un cuidadoso estudio de esa costa, evaluando su potencial como lugar de desembarco para futuras expediciones así como lugar para invernar. Cuando el Antarctic llegó a Melbourne, Bull y Borchgrevink abandonaron el barco. Cada uno de ellos esperaba poder recaudar fondos para realizar una nueva expedición antártica, pero sus esfuerzos fueron infructuosos. Entre ellos surgió una cierta animosidad, posiblemente a causa de los diferentes enfoques que dieron a sus relatos sobre la travesía a la Antártida, cada uno destacando su propio papel sin reconocer los méritos de los otros.

## Haciendo planes

### Congreso Geográfico Internacional, 1895
Para promover su plan para una expedición que invernase en el continente antártico, en concreto en el Cabo Adare, Borchgrevink se apresuró a ir a Londres, donde la Royal Geographical Society era la anfitriona del Sexto Congreso Geográfico Internacional. El 1 de agosto de 1895 se dirigió a la conferencia, explicando las características de la playa de Cabo Adare como lugar propicio para que una expedición científica pudiese establecerse allí durante el invierno antártico. Él, describió el lugar como "una ubicación segura para levantar cabañas, tiendas y almacenes", y dijo que había indicios de que ese lugar "estaba a resguardo de lo peor de los temporales que azotaban aquella parte de la Antártida". También sugirió que el interior del continente era accesible desde la playa por una ruta fácil que tenía una "suave pendiente". El orador concluyó su discurso declarando su voluntad dirigir una expedición a aquel mismo lugar. Hugh Robert Mill, bibliotecario de la Royal Geographical Society, que estuvo presente en el Congreso, informó de las reacciones al discurso: "Su franqueza y la brusquedad de su discurso agitaron las discusiones académicas con esa fresca brisa de realismo. A nadie le gustó mucho Borchgrevink en esa ocasión, pero con su dinamismo y la firmeza de sus propósitos para viajar de nuevo al desconocido Sur, produjo en algunos de nosotros una buena impresión sobre su propuesta". El Congreso, sin embargo, no apoyó el plan de Borchgrevink, en lugar de eso se aprobó una resolución en apoyo de la exploración antártica y se propuso que "las diversas sociedades científicas de todo el mundo deberían impulsar, de la forma que les pareciese más eficaz, que se emprendieran las tareas de exploración antes de finalizar el siglo".

### En busca de apoyo

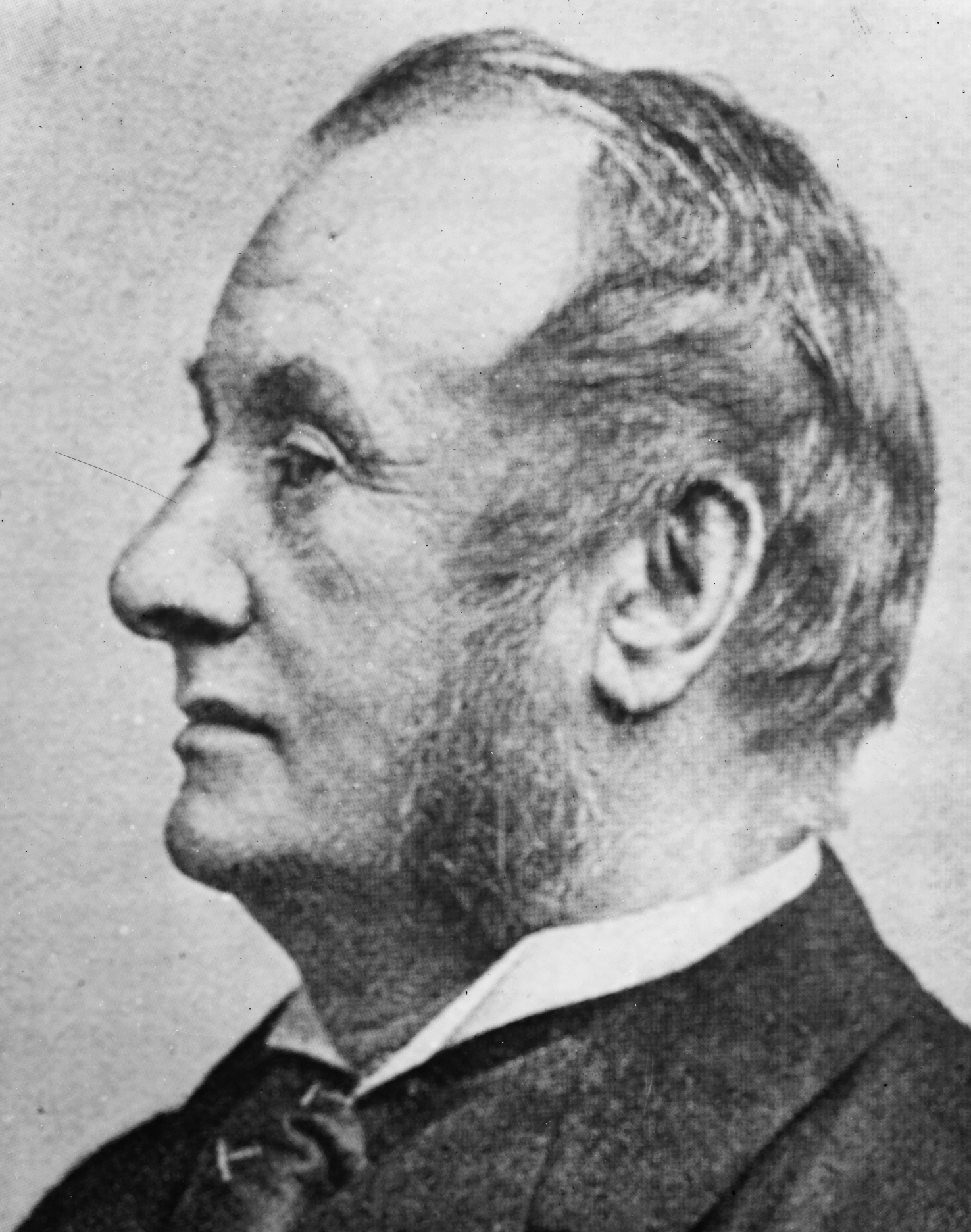
Sir Clements Markham, presidente de la Royal Geographical Society que se opuso a los planes de Borchgrevink.

Durante los dos años siguientes, Borchgrevink viajó por Europa y Australia buscando apoyo y respaldo financiero para sus planes, pero sin éxito. Una de las personas con las que trató de unir fuerzas fue William Speirs Bruce, que estaba planeando su propia expedición antártica. Sus planes conjuntos fracasaron cuando Borchgrevink, que había roto relaciones con Henryk Bull, se enteró de que Bruce estaba en conversaciones con él, "Por lo tanto, lamento que no podamos colaborar", escribió Borchgrevink a Bruce. Descubrió que la Royal Geographical Society (RGS) estaba preparando sus propios planes para realizar una expedición antártica en 1893. Bajo la influencia de su presidente, Sir Clements Markham, la RGS estaba planeando este viaje no solo como una actividad científica, sino como un intento para revivir la antigua gloria de la Marina Real en la exploración polar. Estos planes podrían convertirse en una Expedición Antártica Nacional bajo el mando del capitán Scott, lo que hacía que todo el interés estuviese dirigido hacia ella en lugar de hacia los más modestos planes de Borchgrevink. Markham se opuso ferozmente a cualquier empresa privada que pudiese mermar el apoyo financiero a su proyecto, y Borchgrevink se encontró a sí mismo carente de ayuda: "Tenía ante mí una empinada cuesta", escribió, "por la que tenía que subir haciéndola rodar la piedra de mis planes antárticos".

### Sir George Newnes
Durante su búsqueda de fondos, se reunió con Sir George Newnes, uno de los principales editores de revistas y empresario cinematográfico británico, entre sus publicaciones estaban la Westminster Gazette, Tit-Bits, Country Life y el Strand Magazine. No era inusual que los editores apoyasen las exploraciones, por ejemplo, el gran rival de Newnes, Alfred Harmsworth, posteriormente Lord Northcliffe, había financiado la expedición de Frederick Jackson a la Tierra de Francisco José, y había prometido apoyo financiero a la Expedición Antártica Nacional. Newnes quedó tan fuertemente impresionado por Borchgrevink, que le ofreció sufragar la totalidad del costo de la expedición, estimado en unas 40.000 libras esterlinas, (unos tres millones de libras esterlinas de 2008). Esta generosidad enfureció a Sir Clements Markham y a la comunidad científica geográfica, que veían a Borchgrevink como un noruego sin un céntimo que había conseguido un dinero británico que consideraban que debería haber ido a parar a sus manos. Markham mantuvo una actitud de hostilidad y desprecio hacia Borchgrevink, llegando a reprender a Mill por asistir a la salida de la expedición.
Newnes estipuló que la expedición debería navegar bajo pabellón británico, y que debía ser al estilo de "Expedición Antártica Británica". De los 29 miembros de la tripulación, solo dos eran británicos, uno era australiano y el resto noruegos. A pesar de ello, Borchgrevink intentó resaltar el carácter británico de la expedición, por eso enarboló la enseña personal del Duque de York, futuro Jorge V y se llevó consigo 500 trozos de caña de bambú con la bandera Union Jack en ellos, como dijo él, con el "objeto de reconocer y estudiar la extensión del Imperio Británico".

## Expedición Southern Cross

### Invierno en la Antártida

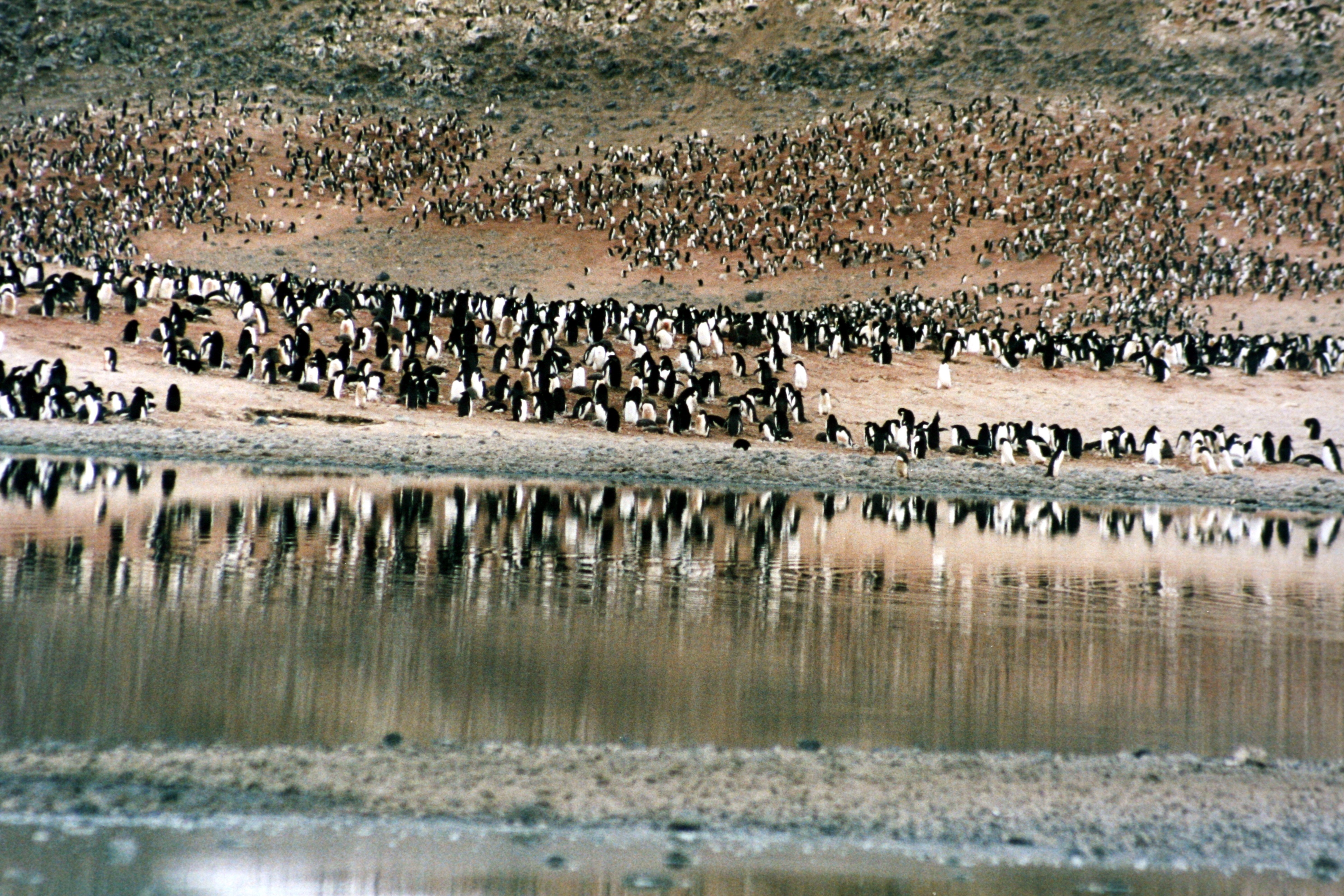
La playa de cabo Adare entre la bajamar y la pleamar, con la colonia de pingüinos, 2001.

Con la financiación asegurada, Borchgrevink compró el barco ballenero Pollux, y lo rebautizó como Southern Cross preparándolo para su viaje a la Antártida. El Southern Cross zarpó de Londres en agosto de 1898, y después de una escala de tres semanas en Hobart, Tasmania, alcanzaron cabo Adare el 17 de febrero de 1899. Aquí, en el mismo lugar que había descrito Borchgrevink al Congreso Geográfico, la expedición construyó la primera base del continente antártico, en medio de una colonia de pingüinos. Se llamó "Campamento de Ridley" en honor a la madre de Borchgrevink. El 2 de marzo, el barco partió para Nueva Zelanda para pasar allí el invierno, dejando en tierra un equipo formado por 10 hombres, sus provisiones y 70 perros. Estos fueron los primeros perros llevados a la Antártida, del mismo modo, la expedición fue pionera en el uso allí del hornillo Primus, inventado en Suecia seis años antes. Los perros y los hornillos Primus fueron dos cosas que ya no faltaron en ninguna expedición antártica de la Edad Heroica.
Louis Bernacchi, el físico australiano del equipo, más tarde escribió: "En muchos aspectos, Borchgrevink no era un buen líder". Evidentemente, Borchgrevink no era un autócrata, pero sin una estructura jerárquica aceptada, como declaró Bernacchi, se establecería una "anarquía democrática", de modo que "la suciedad, el desorden y la inactividad estarían a la orden del día". Además, con el invierno ya encima, no se cumplieron los pronósticos que hizo Borchgrevink sobre el hecho de que el cabo Adare estaría a salvo de lo peor del invierno antártico, y en realidad estuvieron expuestos a la congelación, debido a los fuertes vientos helados que soplaban sobre el cabo desde el continente hacia el norte. A medida que el tiempo avanzaba, el mal humor hacía su aparición, el grupo se volvió irritable y el aburrimiento de apoderó de ellos. Hubo accidentes, una vela que no se apagó causó un incendio muy dañino que causó grandes estragos, y en otra ocasión, varios miembros del equipo casi quedaron asfixiados por el humo del hornillo. Borchgrevink hizo algún intento para establecer una rutina, y los trabajos científicos se llevaban a cabo con regularidad, pero como él mismo escribió, refiriéndose a la falta general de compañerismo: "El silencio rugía en nuestros oídos". Además la moral se estaba viendo afectada, Nikolai Hansen, zoólogo del grupo, cayó enfermo, no respondió al tratamiento, y falleció el 14 de octubre.

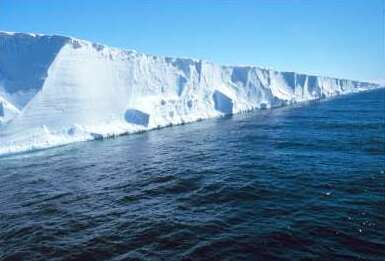
La Gran Barrera de Ross. Borchgrevink fue el primero que la visitó tras la expedición de Ross de 1839-1843.

Cuando terminó el invierno y se hizo posible viajar en trineo, Borchgrevink comprobó que la hipótesis sobre la existencia de una ruta fácil hacia el interior resultó falsa, las cordilleras y los glaciares que había en las proximidades del cabo Adare impedían cualquier viaje hacia el interior, la exploración quedó restringida a la zona inmediata alrededor del cabo. Sin embargo, los objetivos básicos de Borchgrevink, que eran los de invernar en el continente y realizar observaciones científicas, se habían logrado. Cuando el Southern Cross regresó a finales de enero de 1900, Borchgrevink decidió abandonar el campamento, aunque aún tenían suficiente combustible y provisiones para haber pasado allí un año más. En lugar de regresar a casa directamente, el Southern Cross navegó al sur hasta llegar a la Barrera de hielo de Ross, descubierta por Sir James Clark Ross durante su viaje de 1839-1843, y por ello, en su honor, se le dio ese nombre. Ross no pudo desembarcar en la barrera, y después de él nadie la había visitado. Borchgrevink descubrió una ensenada en el borde de la barrera, a esa zona la bautizó después Shackleton como bahía de las Ballenas. En este lugar, el 16 de febrero de 1900, desembarcaron Borchgrevink, William Colbeck y el conductor de perros lapón Per Savio, y realizaron la primera subida de la barrera con perros y trineos, viajaron 16 km hacia el sur, consiguiendo establecer un nuevo récord para el punto más al sur alcanzado, al llegar a los 78°50′ S. El Southern Cross visitó otras islas del mar de Ross antes de iniciar el regreso, llegando a Nueva Zelanda el 1 de abril. Desde allí, Borchgrevink partió en un vapor hacia Inglaterra, llegando a principios de junio.

### Regreso y recibimiento
El recibimiento brindado a la expedición, a su regreso a Inglaterra, fue tibio. En ese momento, la atención pública estaba puesta en la próxima expedición nacional, de la que Robert Falcon Scott había sido nombrado comandante, el público no prestó mucha atención a una expedición que de británica solo tenía el nombre. A pesar de los logros de la Expedición Southern Cross, aún persistía el resentimiento de la comunidad científica en el área geográfica, y en especial el de Sir Clements Markham, que no perdonaba a Borchgrevink el haber conseguido el dinero de Newnes, privando del mismo a la Expedición Antártica Nacional. Por otra parte, Bruce Borchgrevink se quejó de que se habían apropiado de los planes que él había desarrollado y no habían podido llevar a cabo. El tono jactancioso empleado por Borchgrevink en los artículos que escribió y fueron publicados en las revistas de Newnes, no ayudaron en nada a su credibilidad, ni por el estilo periodístico empleado en el relato de su rápida expedición titulado First on the Antarctic Continent y que fue publicado, en su versión inglesa, en 1901.
Intentando convertir su expedición en un gran suceso, Borchgrevink habló de "otro Klondyke", dijo que la zona explorada tenía una gran abundancia en pesca, focas y aves, y "cuarzo, además los minerales estaban por detectarse ". En su libro figuran los principales logros de la expedición: la prueba de que una expedición podía invernar en la Tierra de Victoria y recoger observaciones meteorológicas y magnéticas durante un año, una estimación de la posición del polo sur magnético en ese momento, los descubrimientos de nuevas especies de insectos y de la fauna de aguas someras; cartografía de las costas y descubrimiento de nuevas islas, el primer desembarco en la isla de Ross y, por último, la ampliación de los conocimientos sobre la Gran Barrera de Hielo y el viaje en trineo a los 78°50′ S "el punto más al sur alcanzado por el hombre". Sin embargo, la opción de utilizar cabo Adare como lugar para establecer una base para explorar desde ella el interior de la Antártida, fue descartada. Los resultados científicos fueron menores de los previstos, debido en parte a la pérdida de algunas de las notas de Nikolai Hansen. Al parecer, Borchgrevink pudo haber sido el responsable de esa pérdida; lo que originó más tarde una disputa con los jefes de Hansen en el Museo de Historia Natural de Londres, porque además de las notas también se perdieron los especímenes recogidos por Hansen.
Durante los años siguientes a su regreso, Borchgrevink fue honrado por la American Geographical Society, y el rey Óscar II de Suecia le nombró caballero de la Orden de San Olaf. Más tarde, recibió honores equivalentes de Dinamarca y Austria, sin embargo en Inglaterra su trabajo fue ignorado durante muchos años, a pesar del reconocimiento de Mill que dijo que su expedición fue "un deslumbrante trabajo de un pionero que será de gran utilidad para otros hombres". El historiador David Crane dijo que si Borchgrevink hubiese sido un oficial naval británico, se hubiesen tomado más en serio sus logros.

## Después de la expedición

### Desastre del Monte Pelée
En el verano de 1902, Borchgrevink fue uno de los tres geógrafos invitados por la National Geographic Society (NGS) para informar sobre los efectos catastróficos de las erupciones del monte Pelée, en la isla caribeña de Martinica. Estas erupciones, en mayo de 1902, habían destruido la ciudad de Saint-Pierre, con enormes pérdidas de vidas humanas. Borchgrevink visitó la isla en junio, cuando la actividad volcánica ya había disminuido, encontró la montaña "sin actividad", y a los isleños recuperados del pánico. Sin embargo, afirmó que no creía que Saint Pierre volviese nunca a ser habitado de nuevo. Asimismo informó de un incidente cuando escaparon por poco de una emisión de vapor en el pie de la montaña que surgió de la tierra en un lugar por el que acababan de pasar: "Si hubiera alcanzado a alguno de nosotros habría muerto escaldado". Más tarde presentó su informe a la NGS en Washington.

### Retiro
A su regreso de Washington, Borchgrevink, en la práctica, se retiró a la vida privada. En septiembre de 1896, se casó con una mujer inglesa, Constance Prior Standen, con quien se estableció en Slemdal, cerca de Oslo, donde nacieron sus cuatro hijos. Borchgrevink se dedicó principalmente a actividades deportivas y literarias, escribió un libro titulado The Game of Norway. En dos ocasiones, al parecer, estuvo tentado de volver a la Antártida, en agosto de 1902 manifestó su intención de dirigir una nueva expedición de la NGS a la Antártida, pero no resultó el plan, y más tarde anunció una nueva aventura, en Berlín en 1909, pero se desbarató antes de nacer.

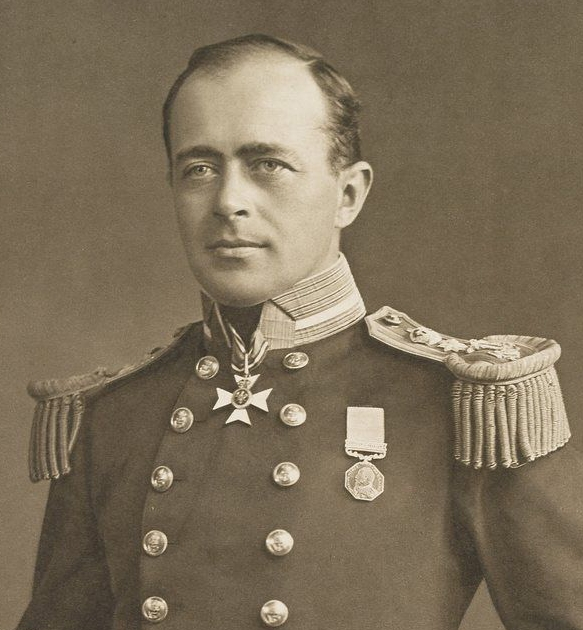
Robert Falcon Scott.

Aunque se mantuvo alejado de los focos, Borchgrevink mantuvo su interés en los asuntos de la Antártida, visitó el Capitán Scott poco antes del inicio de la Expedición Terra Nova, la última expedición antártica de Scott de 1910. Cuando las noticias de su destino llegaron al mundo exterior, Borchgrevink rindió homenaje a Scott: "Fue el primero en las exploraciones polares bien organizadas, y dirigió la primera que hizo un trabajo sistemático en el continente antártico". En una carta de condolencia a John Scott Keltie, secretario de la Royal Geographical Society, Borchgrevink dijo de Scott: "¡Era un hombre!".
En Noruega, Borchgrevink tenía la opinión dividida; Roald Amundsen era un viejo amigo y partidario, mientras que Fridtjof Nansen, habló de Scott considerándolo como un "enorme fraude". Cuando Amundsen regresó de su conquista del Polo Sur en 1912, rindió un sincero homenaje al trabajo de Borchgrevink como pionero: "Tenemos que reconocer que Borchgrevink, al descubrir la forma de ascender por la barrera de hielo, abrió el camino hacia el sur y soslayó el mayor obstáculo que se les iba a presentar a las expediciones que siguieron".
Durante sus años restantes, Borchgrevink vivió tranquilamente. En 1930 llegó el reconocimiento tardío de Londres, la Royal Geographical Society le concedió su Patron's Medal, a la par que afirmaban que la magnitud de las dificultades superadas por Borchgrevink se habían subestimado: "Fue solo después de ver el trabajo del equipo del norte de Scott que [...] hemos sido capaces de darnos cuenta del hecho de que ningún explorador podría haber hecho más en el cabo Adare de lo que hizo el Sr. Borchgrevink. Entonces no se hizo justicia con el trabajo pionero de los hombres de la Expedición Southern Cross realizada bajo bandera británica y gracias a la financiación de un benefactor británico".

## Muerte y reconocimientos

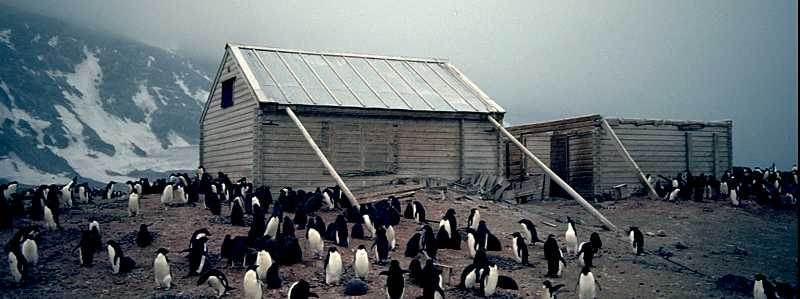
Una moderna fotografía de las cabañas de la Expedición Southern Cross en el cabo Adare. La cabaña del personal es la de la izquierda.

Carsten Borchgrevink murió en Oslo el 21 de abril de 1934. A pesar de su "algo obsesivo deseo de ser el primero", y su limitada formación científica formal, ha sido reconocido como un pionero en el trabajo de exploración de la Antártida y más tarde como un precursor de las siguientes expediciones más preparadas. Una serie de características geográficas de la Antártida llevan su nombre, incluida la costa Borchgrevink de la Tierra de Victoria, entre el cabo Adare y el cabo Washington, el glaciar Borchgrevink, la lengua de un glaciar en la Tierra de Victoria, y el glaciar Borchgrevinkisen en la Tierra de la Reina Maud. También se le dio su nombre a unos pequeños peces antárticos, Pagothenia borchgrevinki. Las cabañas de su expedición aún siguen en pie en cabo Adare, y están al cuidado de la fundación Antarctic Heritage Trust de Nueva Zelanda, que actúa como conservadora de esta cabaña y de las de Scott y Shackleton en otras partes del continente. La cabaña de Borchgrevink fue designada por la fundación como Zona Antártica Especialmente Protegida (ASPA) N.º 159 en 2002. En junio de 2005 la fundación aprobó un plan de gestión para su futuro mantenimiento y accesibilidad.